# Everybody Knows (Sonia)
Everybody Knows è il primo album in studio della cantante britannica Sonia, pubblicato nel 1990.

## Tracce
Testi e musiche di Stock, Aitken & Waterman, eccetto dove indicato.

1. You'll Never Stop Me Loving You – 3:22
2. Everybody Knows – 3:27
3. Listen to Your Heart – 3:25
4. Someone Like You – 3:52 (Ian Curnow, Phil Harding, Bill Clift)
5. Counting Every Minute – 3:33
6. Can't Forget You – 3:25
7. Now I'm Without You – 3:29 (Ian Curnow, Phil Harding, Bill Clift)
8. Can't Help the Way That I Feel – 3:30
9. Climb to the Top of a Mountain – 3:37 (Ian Curnow, Phil Harding, Bill Clift)
10. End of the World – 3:36 (Arthur Kent, Sylvia Dee)